# Liste der Naturschutzgebiete im Kreis Pinneberg
Im Kreis Pinneberg gibt es zehn Naturschutzgebiete.
| Name des Gebietes                     | Bild           | Kennung | WDPA   | Landkreis / Stadt                | Beschreibung / Bemerkungen | Standort | Fläche in Hektar | Datum der Verordnung |
| ------------------------------------- | -------------- | ------- | ------ | -------------------------------- | -------------------------- | -------- | ---------------- | -------------------- |
| Buttermoor / Butterbargsmoor          | weitere Bilder | 147     | 162668 | Kreis Pinneberg                  |                            | Position | 105              | 14.12.1992           |
| Elbinsel Pagensand                    | weitere Bilder | 163     | 162915 | Kreis Pinneberg, Kreis Steinburg |                            | Position | 520              | 09.05.1997           |
| Eschschallen im Seestermüher Vorland  | weitere Bilder | 139     | 163003 | Kreis Pinneberg                  |                            | Position | 306              | 02.04.1991           |
| Haseldorfer Binnenelbe mit Elbvorland | weitere Bilder | 34      | 30102  | Kreis Pinneberg                  |                            | Position | 2160             | 22.03.2003           |
| Helgoländer Felssockel                | weitere Bilder | 91      | 30101  | Kreis Pinneberg                  |                            | Position | 5138             | 24.04.1981           |
| Holmmoor                              | weitere Bilder | 138     | 163774 | Kreis Pinneberg                  |                            | Position | 110              | 22.03.1994           |
| Liether Kalkgrube                     | weitere Bilder | 148     | 318733 | Kreis Pinneberg                  |                            | Position | 16               | 18.10.1991           |
| Lummenfelsen der Insel Helgoland      | weitere Bilder | 62      | 82122  | Kreis Pinneberg                  |                            | Position | 1                | 08.05.1964           |
| Neßsand                               | weitere Bilder | 48      | 164778 | Kreis Pinneberg                  |                            | Position | 20               | 30.08.1952           |
| Tävsmoor / Haselauer Moor             | weitere Bilder | 161     | 165841 | Kreis Pinneberg                  |                            | Position | 150              | 18.04.1995           |

## Quelle
- www.schleswig-holstein.de,Liste Naturschutzgebiete (Version vom Januar 2016)
- Common Database on Designated Areas Datenbank, Version 14